# Kamil Jarina
Kamil Jarina (* 24. července 1976) je bývalý český hokejový brankář. Jeho strýcem je bývalý obránce Jordan Karagavrilidis.

## Hráčská kariéra
- 1996/1997 – HC Chemopetrol
- 1999/2000 – KLH Chomutov
- 2000/2001 – KLH Chomutov
- 2001/2002 – KLH Chomutov
- 2002/2003 – KLH Chomutov, HC Energie Karlovy Vary
- 2003/2004 – KLH Chomutov, HC Most, HC Chemopetrol, HC Energie Karlovy Vary
- 2004/2005 – HC Chemopetrol
- 2005/2006 – HC Chemopetrol, HC Hamé Zlín
- 2006/2007 – Sportovní klub Kadaň, HC ŠKP Poprad
- 2007/2008 – HC Lasselsberger Plzeň, Kometa Brno
- 2008/2009 – přerušil kariéru
- 2009/2010 – SK Kadaň, HC Sparta Praha
- 2010/2011 – SK Kadaň, KLH Chomutov
- 2011/2012 – SK Kadaň
- 2012/2013 – přerušil kariéru
- 2013/2014 – Slough Jets, Peterborough Phantoms (EPIHL)
- 2014/2015 – Sydney Bears (AIHL)